# روزاريو فلوريس
روزاريو فلوريس (بالإسبانية: Rosario Flores )‏ (و. 1963  م) هي مغنية، وموسيقية، وممثلة أفلام إسبانية، ولدت في مدريد.

## وصلات خارجية
- روزاريو فلوريس على موقع IMDb (الإنجليزية)
- روزاريو فلوريس على موقع ألو سيني (الفرنسية)
- روزاريو فلوريس على موقع ميوزك برينز (الإنجليزية)
- روزاريو فلوريس على موقع أول موفي (الإنجليزية)
- روزاريو فلوريس على موقع قاعدة بيانات الأفلام السويدية (السويدية)
- روزاريو فلوريس على موقع أول ميوزيك (الإنجليزية)
- روزاريو فلوريس على موقع ديسكوغز (الإنجليزية)
- روزاريو فلوريس على موقع قاعدة بيانات الفيلم (الإنجليزية)
- روزاريو فلوريس على موقع كينوبويسك (الروسية)